# Cưỡi ngựa tại Đại hội Thể thao châu Á 2022
Cưỡi ngựa tại Đại hội Thể thao châu Á 2022 sẽ được tổ chức từ ngày 26 tháng 9 đến ngày 6 tháng 10 năm 2023 tại Trung tâm Cưỡi ngựa Đồng Lư tại huyện Đồng Lư, Trung Quốc và bao gồm ba nội dung thi đấu, bao gồm Cưỡi Ngựa Vượt Chướng Ngại Vật, Cưỡi ngựa trình diễn và Cưỡi ngựa Toàn năng.

## Lịch thi đấu
| ● | Round | ● | Last round | VL | Vòng loại | CK | Chung kết |

| ND↓/Ngày →                                | 26/9 Thứ 3 | 27/9 Thứ 4 | 28/9 Thứ 5 | 29/9 Thứ 6 | 30/9 Thứ 7 | 1/10 CN | 2/10 Thứ 2 | 3/10 Thứ 3 | 4/10 Thứ 4 | 4/10 Thứ 4 | 5/10 Thứ 5 | 6/10 Thứ 6 |
| ----------------------------------------- | ---------- | ---------- | ---------- | ---------- | ---------- | ------- | ---------- | ---------- | ---------- | ---------- | ---------- | ---------- |
| Cưỡi ngựa trình diễn - Cá nhân            | VL         | VL         | CK         |            |            |         |            |            |            |            |            |            |
| Cưỡi ngựa trình diễn - Đồng đội           | CK         |            |            |            |            |         |            |            |            |            |            |            |
| Cưỡi ngựa Toàn năng - Cá nhân             |            |            |            |            | ●          | ●       | ●          |            |            |            |            |            |
| Cưỡi ngựa Toàn năng - Đồng đội            |            |            |            |            | ●          | ●       | ●          |            |            |            |            |            |
| Cưỡi Ngựa Vượt Chướng Ngại Vật - Cá nhân  |            |            |            |            |            |         |            | VL         | VL         | VL         |            | CK         |
| Cưỡi Ngựa Vượt Chướng Ngại Vật - Đồng đội |            |            |            |            |            |         |            | VL         | VL         | CK         |            |            |

## Danh sách huy chương
| Nội dung                                | Vàng                                                                                                   | Bạc                                                                                            | Đồng                                                                                             |
| --------------------------------------- | --- | ---------------------------------------------------------------------------------------------- | ------------------------------------------------------------------------------------------------ |
| Cưỡi ngựa trình diễn Cá nhân            | Qabil Ambak · Malaysia                                                                                 | Jacqueline Siu · Hồng Kông                                                                     | Anush Agarwalla · Ấn Độ                                                                          |
| Cưỡi ngựa trình diễn Đồng đội           | Ấn Độ · Anush Agarwalla · Divyakirti Singh · Hriday Chheda · Sudipti Hajela                            | Trung Quốc · Huang Zhuoqin · Lan Chao · Rao Jiayi                                              | Hồng Kông · Samantha Grace Chan · Annie Ho Yuen-yan · Jacqueline Siu                             |
| Cưỡi ngựa Toàn năng Cá nhân             | Hua Tian · Trung Quốc                                                                                  | Korntawat Samran · Thái Lan                                                                    | Kazuhiro Yoshizawa · Nhật Bản                                                                    |
| Cưỡi ngựa Toàn năng Đồng đội            | Trung Quốc · Bao Yingfeng · Hua Tian · Liang Ruiji · CN Huadong                                        | Nhật Bản · Kenta Hiranaga · Shoto Kusumoto · Yusuke Nakajima · Kazuhiro Yoshizawa              | Thái Lan · Supap Khaw-Ngam · Preecha Khunjan · Weerapat Pitakanonda · Korntawat Samran           |
| Cưỡi Ngựa Vượt Chướng Ngại Vật Cá nhân  | Abdullah Al-Sharbatly · Ả Rập Xê Út                                                                    | Omar Aljneibi · UAE                                                                            | Abdullah Mohd Al Marri · UAE                                                                     |
| Cưỡi Ngựa Vượt Chướng Ngại Vật Đồng đội | Ả Rập Xê Út · Ramzy Al Duhami · Meshal Alhumaidi Alharbi · Abdulrahman Alrajhi · Abdullah Al-Sharbatly | Qatar · Faleh Suwead Al Ajami · Rashid Towaim Ali Al Marri · Khalifa Al Thani · Basem Mohammed | UAE · Mohammed Ghanem Al Hajri · Omar Aljneibi · Abdullah Mohd Al Marri · Salim Ahmed Al Suwaidi |

## Bảng tổng sắp huy chương
| Hạng               | Đoàn               | Vàng | Bạc | Đồng | Tổng số |
| ------------------ | ------------------ | ---- | --- | ---- | ------- |
| 1                  | Trung Quốc (CHN)   | 2    | 1   | 0    | 3       |
| 2                  | Ả Rập Xê Út (KSA)  | 2    | 0   | 0    | 2       |
| 3                  | Ấn Độ (IND)        | 1    | 0   | 1    | 2       |
| 4                  | Malaysia (MAS)     | 1    | 0   | 0    | 1       |
| 5                  | UAE (UAE)          | 0    | 1   | 2    | 3       |
| 6                  | Hồng Kông (HKG)    | 0    | 1   | 1    | 2       |
| 6                  | Nhật Bản (JPN)     | 0    | 1   | 1    | 2       |
| 6                  | Thái Lan (THA)     | 0    | 1   | 1    | 2       |
| 9                  | Qatar (QAT)        | 0    | 1   | 0    | 1       |
| Tổng số (9 đơn vị) | Tổng số (9 đơn vị) | 6    | 6   | 6    | 18      |

## Quốc gia tham dự
Các quốc gia sẽ tranh tài ở bộ môn cưỡi ngựa tại Đại hội Thể thao châu Á 2022:
- Trung Quốc (11)
- Hồng Kông (9)
- Indonesia (1)
- Ấn Độ (10)
- Iran (4)
- Nhật Bản (11)
- Hàn Quốc (9)
- Ả Rập Xê Út (8)
- Kuwait (4)
- Malaysia (2)
- Philippines (1)
- Qatar (8)
- Singapore (4)
- Syria (2)
- Thái Lan (9)
- Đài Bắc Trung Hoa (8)
- UAE (8)
- Uzbekistan (6)